# داربي بيرغن
داربي بيرغن هو سياسي كندي، ولد في 7 سبتمبر 1826، وتوفي في 22 أكتوبر 1896. نشط حزبياً في حزب كندا المحافظ. وقد انتخب عضو مجلس العموم الكندي.